# Anne Blomberg
Anna Maria Blomberg, känd som Anne Blomberg (född Vesterlund/Westerlund), senare van Schaik, född den 12 oktober 1927 i Uppsala, är en svensk skådespelare.

## Biografi
Blomberg studerade vid Manja Benkows teaterstudio tillsammans med bland andra Börje Blomberg, med vilken hon gifte sig 1950. I mitten av 1950-talet tillhörde Blomberg Riksteaterns ensemble. Hon ingick 1959 i en grupp svenska skådespelare, vilka gjorde en "specialresa" till Sovjetunionen "i syfte att studera sovjetiskt teaterliv".
Anne Blomberg hette senare van Schaik och flyttade utomlands på 1970-talet. Hon har en son (född 1951) tillsammans med maken Börje Blomberg, från vilken hon blev änka 1961.

## Filmografi
- 1947 – Det vackraste på jorden
- 1948 – Nu börjar livet
- 1950 – Två trappor över gården[6]
- 1958 – Laila

## Teater

### Roller (ej komplett)
| År      | Roll                                                         | Produktion                         | Regi             | Teater      |
| ------- | ------------------------------------------------------------ | ---------------------------------- | ---------------- | ----------- |
| 1954    |                                                              | Ordet Kaj Munk                     | Sandro Malmquist | Riksteatern |
| 1955–56 | Gammal kvinnas dotter / Medlem av demokratiska kvinnoklubben | Thehuset Augustimånen John Patrick | Sandro Malmquist | Riksteatern |

### Fotnoter
1. 1 2 3  Sveriges befolkning 1960, Arkiv Digital
2. ↑  ”Anne Blomberg”. Svensk Filmdatabas. http://sfi.se/sv/svensk-filmdatabas/Item/?type=PERSON&itemid=65972&ref=%2ftemplates%2fSwedishFilmSearchResult.aspx%3fid%3d1225%26epslanguage%3dsv%26searchword%3dAnne+Blomberg%26type%3dPerson%26match%3dBegin%26page%3d1%26prom%3dFalse. Läst 17 oktober 2012.
3. ↑  ”Konstnärsgillets vårfest”. Dagens Nyheter:  s. 20. 24 maj 1950. https://arkivet.dn.se/tidning/1950-05-24/137/20. Läst 9 april 2019.
4. ↑  ”Teaterresa till Sovjet”. Dagens Nyheter:  s. 20. 10 december 1959. https://arkivet.dn.se/tidning/1959-12-10/335/20. Läst 31 mars 2019.
5. ↑  Sveriges Dödbok 1860–2016
6. ↑  Denna roll är, till skillnad från Blombergs övriga filmroller, i SFDb förtecknad under hennes efternamn som ogift
7. ↑  ”"Ordet" på riksturné”. Svenska Dagbladet:  s. 9. 25 januari 1954. https://www.svd.se/arkiv/1954-01-25/9. Läst 31 mars 2019.
8. ↑  Riksteaterns programblad för Tehuset Augustimånen (Jönköping 1954)
9. ↑  ”Turné-tehus 200”. Dagens Nyheter:  s. 12. 3 mars 1956. http://arkivet.dn.se/arkivet/tidning/1956-03-03/61/12. Läst 22 augusti 2015.